# Nicotinamida mononucleótida
La nicotinamida mononucleótida (" NMN ", " NAMN " y " β-NMN ") es un nucleótido derivado de ribosa y nicotinamida (NAM). La molécula se produce naturalmente a partir de las vitaminas del grupo B, específicamente el grupo de vitamina B3 (niacina). La enzima responsable de producir NMN en el cuerpo se llama visfatina, una citoquina que se expresa en el tejido graso visceral. Los humanos tienen enzimas que pueden usar NMN para generar nicotinamida adenina dinucleótido (NAD+) también conocido como (NADH). NAD+ funciona como una coenzima en las mitocondrias y también ayuda a controlar el daño del ADN. NMN ingresa a las células a través del intestino en 10 minutos y se convierte en NAD+ a través del transportador de NMN Slc12a8. Debido a que NADH es un cofactor para procesos dentro de las mitocondrias, para sirtuinas y para PARP, NMN ha sido estudiado en modelos animales como un posible agente neuroprotector y antienvejecimiento . Las compañías de suplementos dietéticos han comercializado agresivamente productos con NMN, exponiendo esos beneficios. Las dosis de hasta 500 mg se mostraron seguras en los hombres en un estudio reciente en humanos en la Facultad de Medicina de la Universidad de Keio, Shinjuku, Tokio, Japón. Múltiples estudios a largo plazo en humanos están en curso.